# Listă de compozitori de muzică cultă: O

## Ob
- Jacob Obrecht (cca.1457/58 - 1505)

## Oc
- Turlough O'Carolan (1670 - 1738)
- Johannes Ockeghem (în jur de 1410/20 - 1497)

## Of
- Jacques Offenbach (1819 - 1880)

## Og
- Edgar Oganessjan (1930 - 1998)

## Oh
- Maurice Ohana (1914 - 1992)

## Ol
- Franz Martin Olbrisch (n. 1952)
- Tiberiu Olah (n. 1928)

## On
- Georges Onslow (1784 - 1852)

## Or
- Carl Orff (1895 - 1982)
- Leo Ornstein (1892 - 2002)
- Diego Ortiz (în jur de 1510 - în jur de 1570)
- Marbriano de Orto (în jur de 1500)

## Os
- Otakar Ostrčil (1879 - 1935)
- Caspar Othmayr (1515 - 1553)